# Nyctanolis pernix
Nyctanolis pernix é uma espécie de salamandra da família Plethodontidae. É a única espécie do género Nyctanolis.
Pode ser encontrada nos seguintes países: Guatemala e México.
Os seus habitats naturais são: regiões subtropicais ou tropicais húmidas de alta altitude.
Está ameaçada por perda de habitat.